# Petrivka, Bilokurakîne
Petrivka (în ucraineană Петрівка) este un sat în așezarea urbană Lozno-Oleksandrivka din raionul Bilokurakîne, regiunea Luhansk, Ucraina.

## Demografie
Componența lingvistică a localității Petrivka
     Rusă (61,48%)
     Ucraineană (38,52%)
Conform recensământului din 2001, majoritatea populației localității Petrivka era vorbitoare de rusă (61,48%), existând în minoritate și vorbitori de ucraineană (38,52%).